# Šoková terapie (ekonomie)
Šoková terapie je ekonomický termín označující jeden ze způsobů transformace centrálně plánované ekonomiky převážně socialistických států na kapitalistický ekonomický systém, používaný především v 90. letech 20. století po rozpadu Sovětského svazu. Hlavním představitelem šokové terapie byl americký ekonom Jeffrey Sachs.

## Přehled
Pojem šoková terapie byl popularizován Naomi Kleinovou. V její knize Šoková doktrína z roku 2007 říká, že neoliberální politika volného obchodu (prosazovaná ekonomem Miltonem Friedmanem) se stala význačnou v některých rozvinutých zemích právě díky záměrné strategii „šokové terapie“ . Johan Norberg z Cato Institute kritizoval její knihu, protože mylně připisuje koncept šokové terapie Friedmanovi. Podle Norberga je Friedmanův citát („Jedině krize, skutečná či vnímaná, produkuje opravdovou změnu“) vytržen z kontextu a následně špatně vykládán.
Ekonom Jeffrey Sachs (kterému je někdy připisováno vytvoření pojmu „šoková terapie“) říká, že nikdy nevybral tento pojem, nemá ho příliš rád a tvrdí, že to bylo něco, co vymysleli novináři a veřejné diskuze. Zároveň říká, že tento pojem zní mnohem hůř, než jaký doopravdy je. Názory Sachse na to, co označili neekomisté za "šokovou terapii", byly založeny na studiu historických období měnové a hospodářské krize a poznamenali, že rozhodující úder by mohl ukončit peněžní chaos často za den.
První případ šokové terapie byly neoliberální pro-tržní reformy v Chile v roce 1975, prováděny po vojenském převratu Augusta Pinocheta. Reformy byly založeny na liberálních ekonomických myšlenkách pocházejících z Chicagské univerzity.
Tento výraz platí také pro případ Bolívie. Bolívie úspěšně zastavila hyperinflaci v roce 1985 pod vedením Gonzala Sáncheze de Lozada za použití Sachsových myšlenek. Zejména Sachs a Sanchez de Lozada použili Západní Německo jako inspiraci, kde v průběhu roku 1947-1948 poměrně rychle zmizela cenová regulace a vládní podpora, což mělo za následek nastartování německé ekonomiky a završení změny z autoritářského poválečného státu.
Ekonomický liberalismus po sedmdesátých letech vzrostl na významu a liberální šoková terapie se stále více využívala jako reakce na hospodářské krize, například Mezinárodním měnovým fondem (MMF) v asijské finanční krizi z roku 1997. Liberální šoková terapie se stala velmi kontroverzní, ale její zastánci tvrdí, že pomohla k ukončení hospodářských krizí, stabilizovat hospodářství a připravit půdu pro hospodářský růst, zatímco její kritici (jako Joseph Stiglitz), věřili, že pouze pomohla zbytečně prohloubit tyto krize a vytvořila zbytečné sociální utrpení.
Sachsovy myšlenky byly aplikovány na postkomunistické státy při jejich přechodu k kapitalistickým  systémům s velmi smíšenými výsledky. V Rusku a ostatních postkomunistických zemích měli tyto reformy za následek nárůst nadměrné úmrtnosti a snížení délky života spolu s rostoucí ekonomickou nerovností a chudobou. Poměr Giniho koeficientu vzrostl v průměru o 9 bodů u všech bývalých socialistických zemí. Některé země, které používaly šokovou terapii (např. Polsko či Česká republika), udělaly lépe než ty, které to neudělaly. Průměrná postkomunistická země se do roku 2005 vrátila k HDP na obyvatele v roce 1989, ačkoli některé jsou stále daleko za tím. Například Čína uskutečnila svůj velmi úspěšný přechod postupně, nikoliv nárazově. Podle Williama Easterlyho, úspěšné tržní ekonomiky spočívají na právních a správních předpisech, a zavedení praxí, která nemohou být okamžitě vytvořena ve společnosti, která byla dříve autoritářská, silně centralizovaná, a měla státní vlastnictví majetku.

## Teorie
Tato sekce představuje různé teorie, podle kterých se vysvětluje šoková terapie a její účinky.

### Hyperinflace
Jeffrey Sachs se poprvé začal zabývat šokovou terapií, když si všiml, že většinou je trvání hyperinflace ukončeno rozhodným zásahem a mnohdy nepřesáhne ani den. Je tedy důležité se podívat na teoretický základ hyperinflace a pochopit, proč si Sachs uvědomil, z jakého důvodu je šoková terapie úspěšná při jejím překonávání.
Na vysvětlení hyperinflace se používají dva hlavní modely. Konfidenční model a monetární model. V hyperinflaci se prudce zvyšuje nabídka peněz a rychlost oběhu peněz. Jeden či oba jsou základem pro hyperinflaci a v obou modelech jeden následuje po tom druhém.
V důvěrním modelu je na začátku nějaká událost či slet událostí, jako například porážka ve válce nebo vysoký výkup toho druhu akcií, který kryje měnu. To způsobí, že rapidně klesá důvěra v instituci, ať už stát nebo banka, která měnu vydává. Proto, že lidé nechtějí držet bankovky, které se mohou stát bezcennými, radši je utratí, než aby si bankovky ztrácející hodnotu nechávali. Prodávající, kteří si uvědomují rostoucí risk, který měna přináší, si žádají větší a větší prémie, které přesahují původní hodnotu. Jeden z běžně používaných příkladů krize důvěry je již zmíněná válka, konkrétně válečná porážka. Jeden z příkladů je např. Napoleonská Vídeň, druhý únik kapitálu, který může být způsoben hromadnou nákazou. Z tohoto pohledu je důvodem zvyšujícího se oběh bankovek důsledek pokusu vlády o odložení situace, aniž by si uvědomovala základní příčinu problému, kterým je samotný nedostatek důvěry. Krize důvěry je obzvláště poškozující pro měny s nuceným oběhem (tedy většina současných měn), tedy čí hodnota nesouvisí s jakoukoliv hmotnou hodnotou, protože tento druh měny je typicky kryt budoucími daňovými přijmi její (typicky exkluzivní) přijatelnost vládou pro platbu daní a poplatků.
V monetárním modelu je hyperinflace pozitivní reakce na rychlý monetární růst. Má stejnou příčinu jako všechny ostatní druhy inflace: instituce vydávající měnu, ať už centrální či nikoliv, vydávají měnu, aby splatili prudce rostoucí náklady, mnohdy plynoucí z nedbalé fiskální politiky nebo tíživých válečných nákladů. Když si majitelé obchodů uvědomí, že emitent měny je oddaný k politice překotné měnové expanze, tak zvyšují své ceny, aby pokryli očekávaný pokles měnové hodnoty. Posléze musí emitent zrychlit jeho expanzi, aby pokryl tyto ceny, což ale způsobuje, že hodnota měny klesá ještě rychleji než dříve. Podle tohoto modelu emitent nemůže „vyhrát“ a jediným možným řešením je okamžitě přestat měnu expandovat. Na druhou stranu konec expanze může způsobit rozsáhlý finanční šok těm, kteří měnu používají, protože se znenadání změní očekávání. Tato politika, společně se snižováním penzí, platů a státních výdajů utvořila část Washingtonského konsenzu z 90. let 20. století.
Ukončování hyperinflace záleží na tom, na základě kterého modelu vznikla. Pokud se jedná o důvěrní model, je třeba změnit krytí měny-v mnoha případech nově vzniklou měnou. Každý další možný krok, který přispěje k obnovení důvěry ve vládu může pomoci s koncem hyperinflace (psychologický efekt dostatku jídla v obchodech po škrtech, volba nové vlády, která je schopna a odhodlaná tento problém zvrátit apod.). V monetárním modelu musí emitent měny přestat s měnovou expanzí.

### Šoková terapie jako umělý ekonomický šok
Šok je v ekonomii definován jako neočekávaná nebo nepředvídatelná událost, která ovlivňuje ekonomiku, ať už pozitivně či negativně. Recese jsou v mnoha případech popisovány jako negativní ekonomické šoky, ve kterých je současný stav ekonomiky neudržitelný a ekonomika se pokouší dostat se na nový rovnovážný stav. Z krátkodobého hlediska, protože se ekonomika přizpůsobuje na šok před tím, než se vrátí na nový rovnovážný stav, šok způsobí, že klesá produktivita, roste nezaměstnanost a zavírají se firmy, které nejsou v tomto novém prostředí životaschopné. Toto prostředí však umožní nové tržní příležitosti a lidé se musí naučit nové dovednosti a zneužít nových příležitostí, aby bylo dosaženo dlouhodobého rovnovážného stavu.
Šoková terapie může být v mnohém pochopena, pokud na ní budeme nahlížet jako na uměle vyvolaný šok způsobený vládními politikami. Neoklasická teorie nám poskytuje velmi užitečný nástroj, podle kterého můžeme tento uměle vyvolaný šok teoreticky popsat. Neoklasická teorie pracuje s idealizovaným pohledem na ekonomiku na základě různých předpokladů. Mnohé z nich jsou pravdivé díky tržním institucím (často, ale nejen státním), zákonům, kultuře nebo historické praxi a je velmi užitečná pro vysvětlení k vysvětlení mnoha situací (obzvláště v západních ekonomikách). Většinou se stává, že některé z předpokladů pro naplnění neoklasické teorie nejsou dosaženy a z toho důvodu vznikne nedokonalý trh. Z tohoto důvodu jsou výsledky této teorie zkreslené, nebo teorie selhává úplně. I přesto je užitečné výsledky s touto teorií srovnávat.

### Neoklasický šok
V neoklasické teorii velké ekonomické šoky způsobují v krátkodobém hledisku nezaměstnanost. Čím větší šok, tím větší nezaměstnanost. Z toho důvodu mohou rozsáhlé šoky vést k znepokojujícím sociálním problémům, politickým nepokojům a v nejhorších případech k revoluci. Na druhou stranu, trh se sám o sobě už přizpůsobuje k novému rovnovážnému stavu, čímž vytváří nová pracovní místa a příležitosti. Pokud do trhu nezasahuje žádná vnější síla, která by trhu zabránila přizpůsobit se na nový rovnovážný stav, trh se okamžitě sám napraví s novými firmami a plnou zaměstnaností za předpokladu, že pracovníci nabydou nových schopností a dovedností, díky kterým tyto nové pracovní příležitosti využijí nebo jsou schopni přesunout se do oblastí, kde najdou nové zaměstnání.
V reakci na šok vytvořený špatnými vládními politikami může náhlá liberalizace trhu umožnit volnému trhu, aby dosáhl rovnovážného stavu, na který se trh nemohl sám dostat z důvodu vládních intervencí. Pokud reakce na šok pramení z trhu nebo jiných vnějších faktorů, vládní zásahy zpomalí cestu volného trhu k optimálnímu zotavení. Avšak, pokud je tento šok rozsáhlý, tedy způsobuje, že sociální a politické podmínky nejsou dostatečné na zotavení, a tedy hrozí revoluce, vládní intervence způsobující pomalé zotavování pomocí postupných politik a rozdělování negativních zásahů odůvodnitelné.

### Šoky nedokonalých trhů
Nejčastěji je teorie neoklasického šoku pouze neúplná je kvůli tržním selháním a nedokonalým trhům. Náhlá liberalizace volného trhu při nepřítomnosti institucí, které volný trh zajišťují (jak tomu bylo například u post-komunistických států), nebo ve kterých je západní styl ekonomiky zbytečně liberalizován (krácení policejního rozpočtu, odstraňování regulací apod.), jsou oba příklady šoků nedokonalých trhů.
Podstata šoku nedokonalých trhů spočívá v tom, která z předpokladů dokonalého trhu tomuto trhu chybí. Nejdůležitější z předpokladů pro všechny trhy je předpoklad vlastnického práva. Nejenom, že volný trh závisí na výměně zboží. Závisí na právech používat zboží určitými způsoby na určitý čas. Trhy jsou instituce, které organizují výměnu vlastnictví zboží, kde podstata tohoto vlastnictví je definovaná vlastnickým právem přiřknutému k danému zboží. Vlastnické právo je nejdůležitější, protože může mít dramatický dopad na výsledky a tvrdí se, že v souvislosti s tímto právem dochází k nejvíce selháním trhu.
Další z důležitých předpokladů je dokonalá konkurence, na kterou se váže mnoho menších předpokladů. Mezi nimi dokonalý přístup k informacím, žádné bariéry vstupu a mnoho konkurentů. Ale existuje mnoho druhů nedokonalých trhů na základě toho, kterou z předpokladů nesplňuje.
Mnoho konkurentů předpokládá, že existuje více než jeden podnik vyrábějící určité zboží. Problém nastane v případě privatizace státního podniku jako součást šokové terapie, aniž by se při privatizaci počkalo na trh, aby si vytvořil konkurenta. V tomto případě vzniká monopol díky již existující eminentní pozici firmy na trhu, čímž vznikají tržní bariéry a firma si je schopna určovat cenu a zůstat ve své monopolní pozici. Také v post-autoritářských režimech s křehkými demokratickými principy mohou tyto eminentní podniky ovlivnit vládu a právní systém za účelem udržení si své monopolní pozice.
Dokonalý přístup k informacím předpokládá, že ceny a kvalita produktů je pro všechny zákazníky a producenty dostupná. Nedokonalý přístup k informacím (rozšířená jako pojem informační asymetrie) má mnoho dopadů na trh. V souvislosti s šokovou terapií je to hlavně mezinárodní obchod a finanční liberalizace. Vzhledem k tomu, že mezinárodní banky mají lepší informace o ostatních mezinárodních firmách než o místních firmách v daném státě (a místní banky naopak mají lepší informace o místních firmách), liberalizace trhu nikdy nevede k rovnému hracímu poli pro místní lokální firmy, pokud mezinárodní investice dosahují vysokých částek. Hernando de Soto Polar také zmiňuje, že v souvislosti s nedokonalými vlastnickými právy místní firmy nejsou nemusí být schopny získat přístup k zahraničnímu kapitálu, pokud si půjčují proti svému kapitálu, který nemusí mít dokonalá vlastnická práva (tzv. mrtvý kapitál). Na druhou stranu místní poskytovatelé půjček ví více o místních podmínkách, na základě kterých je co vlastněno a mohou proti tomuto kapitálu poskytnout půjčku.

### Selhání nedokonalého trhu v Rusku
Význačný ekonom Joseph Stiglitz poskládal všechny teorie dohromady aby vysvětlil, proč šoková terapie selhala v Rusku.
NA základě myšlenky vlastnického práva, kde Stiglitz používá myšlenky Adama Smithe a jeho neviditelné ruky trhu, aby vysvětlil, v přítomnosti rozsáhlé korupce, nedostatku institucionalizovaného práva a pořádku a uměle sražených výměnných kurzů šoková terapie v Rusku závod ke dnu. Místo toho, aby se díky zboží a komoditám tvořila vzájemně výhodná konkurence a kapitál se všechno zboží přesunulo do zahraničí. Konkurence způsobila, že pokud neprodal kapitál nominální majitel, udělal to za něj někdo jiný.
Tato skutečnost, společně s privatizací dříve velkých národních sovětských podniků, způsobila, že většina velkých trhů operovala v monopolech vlastněných několika individui (ruští oligarchové) napojeni na vládu Borise Jelcin.

### Iluzorní šok
Iluzorní terapie odkazuje k zavedení politik šoku na ekonomiku způsobem, kterým společnost samotný šok neucítí nebo se domnívá, že dramatické změny v politikách nejsou tak šokující jako ve skutečnosti.  Tato situace iluze může být vytvořena pomocí širokého spektra sociopolitických nástrojů a technik včetně informačního blackoutu národních statistik vytvářením opakovaných falešných zpráv před finálním šokem (za cílem snížit sociální citlivost nebo připravit lidi na budoucí šok), šířením dezinformací, odměňování veřejnosti vnějšími rentami, které vláda považuje jako výhody šoku apod. Iluzorní terapie se používá z důvodu změkčení, či uniknutí potenciálního odporu veřejnosti za dobu šoku. První zkušenost s iluzorní terapií byla dokumentována po zavedení projektu reformy Íránského dotačního systému.

## Historie

### Západní Německo1948
Ačkoli termín šoková terapie vznikla až po událostech v Bolívii v roce 1985, Gonzalo Sánchez de Lozada (architekt této politiky v Bolívii) a Jeffrey Sachs (ekonomický architekt) byli silně ovlivněni reformami západního Německa v roce 1948.

#### Pozadí
Německo ukončilo druhou světovou válku bezpodmínečnou kapitulací dne 8. května 1945.  Čelilo válečnému poškození ekonomiky a problémům masové migrace v důsledku vyhoštění etnických Němců z oblastí východně od Lužické Nisy.
V dubnu 1945 až v červenci 1947 byla do Německa implementována směrnice Náčelníků generálních štábů 1067 ( JCS 1067). Cílem této směrnice bylo přenést německou ekonomiku zaměřenou na těžký průmysl na pastýřskou, aby Německo nemohlo rozpoutat další válku. Civilní průmysl, který by mohl mít vojenský potenciál, který v moderní době "úplné války" zahrnoval prakticky všechno, byl přísně omezen. Omezení tohoto zákona bylo nastaveno na schválené německé mírové potřeby, které byly stanoveny na průměrné evropské úrovni. K dosažení tohoto cíle byl každý typ průmyslu následně přezkoumán, aby se zjistilo, kolik továren potřebovalo Německo v rámci této minimální úrovně průmyslových požadavků. V květnu 1946 první plán stanovil, že německý těžký průmysl musí být snížen na 50% z jeho úrovní v roce 1938 zničením 1 500 předem uvedených výrobních závodů. Následovalo omezení oceli.
Brzy se ukázalo, že tato politika není udržitelná. Německo nemělo dostatek jídla pro sebe a podvýživa byla stále častějším problémem. Evropské poválečné hospodářské oživení se neuskutečnilo a bylo zřejmé, že evropské hospodářství záviselo na německém průmyslu.
V červenci 1947 prezident Harry S. Truman zrušil trestní JCS 1067, který řídil americké okupační síly v Německu, aby "nepřijal žádné kroky směřující k ekonomické rehabilitaci Německa". Bylo nahrazeno JCS 1779, které namísto toho zdůraznilo, že "řádná, prosperující Evropa vyžaduje ekonomické příspěvky stabilního a produkčního Německa".
V roce 1948 už Německo trpělo neústupnou hyperinflací. Říšské marky už neměly veřejnou míru důvěry a díky kontrolám cen se ohromně rozvinul černý trh a barterový obchod. Banky byly obrovsky zadlužené a navíc vlastnily ohromné množství nepoužitelné měny.
Nicméně, díky zavedení JCS 1779 a prvních spojeneckých pokusů o zřízení německé správy, bylo možné něco udělat. Ludwig Erhard, ekonom, který strávil mnoho času na řešení problému poválečného oživení, se vypracoval ve správě vytvořené okupačními americkými silami, až se stal ředitelem ekonomiky v bizoní ekonomické radě ve společných britských a  amerických obsazených zónách (které se později s přidáním francouzského okupovaného území staly základem pro západní Německo). Byl pověřen měnovou reformou a stal se ústředním prvkem událostí, které měly následovat.

#### Ekonomické reformy
Na jaře roku 1948 se spojenci rozhodli reformovat měnu. Při přípravě na tento účel byl v Západním Německu založen nový systém centrálních bank s nezávislými bankami spolkových zemí a Bankou německých zemí (která byla v roce 1957 nahrazena Německou spolkovou bankou) se sídlem ve Frankfurtu nad Mohanem.
Měnová reforma vstoupila v platnost dne 20. června 1948 zavedením Německé marky, která nahradila Říšskou marku a přenesla na Banku německých zemí výhradní právo vytisknout peníze. Každá osoba obdržela příspěvek na osobu ve výši 60 DM, splatný ve dvou splátkách (40 DM a 20 DM) a obchodní kvótu 60 DM na zaměstnance.
Podle německého zákona o přepočtu měn ze dne 27. června byly soukromé nebankovní úvěrové zůstatky přepočteny v sazbě 10 RM na 1 DM, přičemž polovina zůstala na zmraženém bankovním účtu. I když byla peněžní zásoba velmi malá, pokud jde o národní produkt, úprava cenové struktury okamžitě vedla k prudkému růstu cen, který byl poháněn vysokou rychlostí peněz v systému. Výsledkem bylo, že 4. října vojenské vlády zrušily 70% zbývajících zmražených zůstatků, což vedlo k účinné výměně 10: 0,65. Držitelé finančních aktiv (včetně mnoha malých spořitelů) byli zbaveni svých aktiv a dluhy bank v Říšských markách byly odstraněny, převedeny namísto pohledávek na Banku německých zemí a později na federální vládu. Mzdy, nájemné, důchody a další opakující se závazky byly převedeny na 1: 1.
V den měnové reformy oznámil Ludwig Erhard, navzdory výhradám Spojenců, že příděl bude značně uvolněn a cenové kontroly zrušeny.

#### Výsledky
V krátkodobém horizontu měnové reformy a zrušení cenových kontrol pomohly ukončit hyperinflaci. Nová měna měla značnou důvěru a veřejnost ji přijala jako platební prostředek. Měnové reformy zajistily, že peníze byly znovu cenné a uvolnění cenových kontrol vytvořilo pobídky pro výrobu, prodej a vydělávání těchto peněz. Odstranění cenových kontrol také znamenalo, že se obchody naplní zbožím, což byl obrovský psychologický faktor při přijímání nové měny.
Z dlouhodobého hlediska tyto reformy pomohly v padesátých letech vytvořit scénu pro Wirtschaftswunder (Německý hospodářský zázrak).

### Bolívie 1985
Termín " šoková terapie" pochází z Bolívie v roce 1985, kdy řešilo hyperinflaci. Dne 29. srpna, jen tři týdny po volbě Víctora Paza Estenssora jako prezidenta, a jmenování Gonzala Sáncheze de Lozada, architekta šokové terapie, jako ministra plánování, byla schválena vyhláška 21060. Tento výnos řešil všechny aspekty bolivijské ekonomiky a ukončil hyperinflaci. 

#### Pozadí
Mezi lety 1979 a 1982 byla Bolívie ovládána sérií převratů a správních vlád, včetně notoricky známé diktatury Luise Garcíi Meze Tejady. Toto období politické nestability dalo předpoklady pro hyperinflaci, která později zmrzačila zemi. V říjnu 1982 svolala armáda Kongres zvolený v roce 1980, který měl vybrat nového generálního ředitele. Země zvolila Hernána Silese Zuaza, jehož volebním obdobím začal hyperinflační proces. Zuazo nedostal dostatečnou podporu od politických stran nebo členů kongresu, jelikož většina se snažila oživit své politické svaly po tolika letech autoritářství. Zuazo odmítl přijmout mimořádné ústavní pravomoci (jako předchozí vojenské vlády učinili v podobných krizích) a místo toho se soustředil na zachování demokracie, čímž zkrátil své období o jeden rok v reakci na jeho nepopulárnost a krizi, která  v jeho zemi probíhala.
Dne 6. srpna 1985 byl zvolen prezident Víctor Paz Estenssoro. On jmenoval svého předsedu senátu, Gonzala Sáncheze de Lozada, jako ministra plánování s mandátem na opravu ekonomiky.

#### Úvod k vyhlášce 21060
Vyhláška 21060 byla slavná vyhláška, která pokrývala všechny aspekty bolivijské ekonomiky, později označované jako šoková terapie. V návaznosti na výnos Gonzalo Sánchez de Lozada připomíná, co má nová vláda udělat:
Lidé cítili, že v demokracii nemůžete zastavit hyperinflaci; že jste museli mít vojenskou vládu, autoritářskou vládu, která by učinila všechny tyto těžké kroky, které je třeba podniknout. Bolívie byla první zemí, která zastavila hyperinflaci v demokracii, aniž by zbavila lidu svých občanských práv a porušovala lidská práva.
Během tří týdnů mezi inaugurací prezidenta a vyhláškou 21060 uvádí:
Jeden týden jsme strávili slovy: "Opravdu potřebujeme něco udělat? Opravdu potřebujeme radikální změnu?" a pak další týden debatovali o šokové terapii a gradualismu. A nakonec nám trvalo jeden týden, než jsme to napsali.
Jakmile se rozhodli jednat, de Lozada to připomíná jako velkou diskuzi, zda můžete zastavit hyperinflaci nebo inflaci postupnými kroky. Mnoho lidí říkalo, že to musíte vzít pomalu. Musíte vyléčit pacienta. Šoková léčba znamená, že máte velmi nemocného pacienta a musíte pracovat dříve, než zemře. Musíte vyndat rakovinu, nebo musíte zastavit infekci. To je důvod, proč jsme vytvořili frázi, že inflace je jako tygr a vy máte jen jeden výstřel; pokud se s tím jediným výstřelkem netrefíš, dostane tě. Máte důvěryhodnost, kterou musíte dosáhnout. Pokud se držíte gradualismu, lidé vám nevěří, a hyperinflace je stále silnější. Takže šoková terapie je udělat to důležité, zastavit hyperinflaci a pak začít znovu budovat svou ekonomiku tak, abyste dosáhli růstu.
Je pozoruhodné, že de Lozada považoval šokovou terapii za otázku politické důvěryhodnosti a méně ekonomické záležitosti, jak tomu udělal Sachs, ekonomický průkopník. Stejně jako Sachs byl Lozada německou vládou v roce 1947 silně ovlivněn, ale poznamenal, že stejně jako nová bolivijská vláda Victora Paza, byla nová německá vláda schopna vyřešit ekonomickou krizi za prvních 100 dnů své vlády.

#### Vyhláška 21060
Vyhláška 21060 obsahovala následující opatření:
Umožňuje peso plavat. (plovoucí kurz)
Ukončení cenových kontrol a vyloučení dotací do veřejného sektoru.
Odříznutí dvou třetin zaměstnanců státních ropných a cínových společností. Zmrazení mzdy ostatních zaměstnanců a pracovníků veřejného sektoru.
Liberalizace dovozních sazeb zavedením jednotného tarifu 20%.
Zastavení platby zahraničního dluhu na základě dohody uzavřené s MMF.

#### Výsledky
V krátkodobém výhledu dekret zjemnil hyperinflaci. Za několik měsíců inflace klesla na 10-20 procent. Ztráta cínového trhu v říjnu téhož roku a reformy vedly k odhadu míry nezaměstnanosti ve výši 21,5% v roce 1987 (míra nezaměstnanosti se neustále zvýšila z 5,5% v roce 1978 na 10,9% v roce 1982, 15,5% v roce 1984 a 20 procent v roce 1986).

### Postkomunistické státy
Další důležitou kapitolou v historii šokové terapie bylo zhroucení komunismu v Evropě v roce 1989. To zanechalo mnoho postkomunistických států ve střední a východní Evropě s centralizovanými ekonomikami, proto byla zapotřebí změna ekonomického modelu.
Inspirováno příkladem Bolívie a doporučeno institucemi, jako je Mezinárodní měnový fond a ekonomy jako Jeffrey Sachs, mnoho zemí si vybralo šokovou terapii, aby zrušila ekonomickou letargii komunistické éry. Tyto přechody poskytují zajímavý a důležitý pohled na šokovou terapii a její důsledky, zvláště v kontrastu s Čínou, která v roce 1978 zahájila postupný přechod (opačný přístup k šokové terapii, socialistická tržní ekonomika) pod Komunistickou stranou Číny.
Šoková terapie měla co nejrychleji přinést změny v postižených zemích a pomoci při reformaci ekonomiky.

#### Hospodářská situace
Hospodářská situace spočívala v tom, že inflace byla příliš vysoká, dosahovala 600% a většina státních monopolů a hospodářství byla z velké části neúčinná a zcela zastaralá z hlediska technologií. Přestože v Polsku nebyla prakticky žádná nezaměstnanost, mzdy byly nízké a nedostatečná ekonomika vedla k nedostatku i těch nejzákladnějších potravin v obchodech. Na rozdíl od ostatních postkomunistických zemí však Polsko mělo určité zkušenosti s kapitalistickou ekonomikou, protože v zemědělství stále existovalo soukromé vlastnictví a potraviny se stále prodávaly na trzích zemědělců.

#### Balcerowiczův plán
V září 1989 vznikla komise odborníků pod předsednictvím Leska Balcerowicze, předního ekonoma Polska, ministra financí a náměstka primátora Polska. Členové komise byli Jeffrey Sachs, Stanisław Gomułka, Stefan Kawalec a Wojciech Misiąg. Komise připravila plán rozsáhlých reforem umožňujících rychlou transformaci polského hospodářství od zastaralého a neúčinného centrálního plánování až po pokročilý kapitalismus přijatý státy západní Evropy a Ameriky.

#### Struktura plánu
Plán se skládal z 10 aktů přijatých smlouvou Sejm dne 27. a 28. prosince 1989 a podepsané prezidentem Jaruzelským 31. prosince 1989:
- Zákon, kterým se mění zákon o finančním řízení státních podniků (sbírka zákonů z roku 1989 č. 74, bod 437) – odstranil záruku existence všech státních podniků bez ohledu na jejich finanční výsledky a efektivitu výroby, umožnil konkurzní řízení proti nerentabilním podnikům

- Zákon, kterým se mění zákon o bankách a Národní banky Polska (věstník zákonů z roku 1989 č. 74, bod 439) – zakázal financování rozpočtového deficitu centrální bankou, znemožnil vydávat neomezené finanční prostředky bez pokrytí.

- Zákon o ujednání o úvěrových vztazích (sbírka zákonů z roku 1989 č. 74, bod 440) – zrušil úvěrové preference státních podniků vázáním úrokové sazby na míru inflace, změnou podmínek dříve uzavřených úvěrových smluv s pevnou úrokovou sazbou.

- Zákon o zdanění růstu mezd v roce 1990 (věstník zákonů z roku 1989 č. 74, bod 438) – použil předtím zavedený pětiletý skládek jako drastický nástroj k omezení růstu nominálních mezd v podnicích ve vztahu k reálnému zvýšení cen.

- Zákon, kterým se mění některé zákony upravující daňové předpisy (věstník zákonů z roku 1989 č. 74, bod 443) – sjednotil zásady placení daní ve všech hospodářských odvětvích. Zavedla jednotnou, 40% daň ve všech odvětvích ekonomiky a zvýšila určité daňové sazby, včetně inflace.

- Zákon, kterým se mění zákon o zásadách území ekonomické aktivity v oblasti malovýroby Polské lidové republiky zahraničními právnickými a fyzickými osobami a zákona o podnikání se zahraničními subjekty – ukládané na zahraničním společnostem povinnost, aby vám po nastavení kurzem centrální banky prodeji cizí měny, osvobodila podniky se zahraničním kapitálem od placení špičky, ale oznámila možnost převodu zisků do zahraničí.

- Zákon, kterým se mění zákon – devizový zákon – zavádí interní konvertibilitu zlotého, likviduje státní monopol v zahraničním obchodu a povinnost prodávat získanou cizí měnu státu. Prodej v v obchodech Peweks a Baltona.

- Celní právo (sbírka zákonů z roku 1989 č. 75, bod 445) – sjednotila pravidla uzavření dováženého zboží všem podnikatelským subjektům.

- Zákon o zaměstnanosti (sbírka zákonů z roku 1989 č. 75, bod 446) – změnil fungování pracovních agentur a zrušil zákon o osobách, které se vyhýbají povinnosti pracovat. Formálně sankcionovala existenci nezaměstnanosti.

- Zákon o zvláštních pravidlech pro ukončení pracovního poměru z důvodů týkajících se pracoviště a o změně některých zákonů (Úřední věstník z roku 1990 č. 4, bod 19) – poskytoval ochranu těm, kteří byli propuštěni z práce (zejména v případě skupinových propouštění) finančního ohlášení a zavedla pravidelné dávky v nezaměstnanosti.

#### Výsledky
Utlumení budování hyperinflace předtím, než dosáhla vysokých úrovní, obnovení dostatku zboží v regálech obchodů a snížení na polovinu absence zaměstnanců na pracovišti.  Reformy však také způsobily, že mnoho státních společností se okamžitě uzavřelo a jejich zaměstnanci se stali nezaměstnanými a vládní statistiky zaznamenávají tuto změnu, neboť nezaměstnanost vzrostla z 0,3% v lednu 1990 (těsně po reformách) na 6,5% do konce tohoto roku, a snížení HDP v příštích dvou po sobě jdoucích letech o 9,78% v prvním a 7,02% druhém.
Reformy z dlouhodobého hlediska připravily cestu k hospodářskému oživení, přičemž HDP mezi lety 1995-7 stále stoupalo na zhruba 6-7% a v roce 2001 kleslo na 1,2% a poté se navrátilo zpět na 6-7%.  Nicméně i přes růst HDP, který vykazuje prosperitu pro Polsko, míra nezaměstnanosti trvale stoupala, přičemž v červenci 1994 dosáhla vrcholu ve výši 16,9%, následně v srpnu 1998 klesla na 9,5% a v únoru 2003 se opět zvýšila na 20,7%. V nynějších letech je míra nezaměstnanosti nižší vzhledem k tomu, že mnozí z nich tvrdí, že nezaměstnanost pracuje v šedé (neformální) ekonomice, ačkoli to může představovat ne více než 5% míry nezaměstnanosti.
Dlouhodobé výsledky šokové terapie poukazují jak na vzestup, tak na pokles životní úrovně. Vlastnictví spotřebního materiálu (automobily, televizory, videorekordéry, práčky, ledničky, osobní počítače atd.) vzrostlo, stejně jako spotřeba ovoce a zeleniny, masa a ryb.